# Pachira retusa
Pachira retusa là một loài thực vật có hoa trong họ Cẩm quỳ. Loài này được (Mart.) Fern.Alonso mô tả khoa học đầu tiên năm 2003.